# Maxsee
Der Maxsee ist ein 68 Hektar umfassender polymiktischer und polytropher Flachsee südwestlich von Hoppegarten, einem Ortsteil der brandenburgischen Stadt Müncheberg im Landkreis Märkisch-Oderland. Der am Südrand der Märkischen Schweiz gelegene See wird von der Löcknitz durchströmt und in die Spree entwässert. Mit ausgedehnten Bruchwald- und Versumpfungsbereichen, angrenzenden Röhrichten, Hochstaudenfluren, Seggenrieden und mit dem naturnahen Abfluss Mühlenfließ ist der Gewässerbereich im Biotopverbund zwischen Rotem Luch und Löcknitztal als FFH-Gebiet ausgewiesen. Der weitgehend waldbestandene See wird als Bade- und Angelgewässer genutzt.

## Lage und Geomorphologie
Dem Maxsee nördlich vorgelagert und mit ihm verbunden ist der sogenannte Torfstich Maxsee, der über eine Fläche von rund 30 Hektar verfügt und heute als See ausgeprägt ist. Das Dorf Hoppegarten befindet sich unmittelbar nördlich des Torfstichsees und wird von den hier vereinten Bundesstraßen 1 und 5 passiert. Südlich des Dorfes erreicht der Oberlauf der Löcknitz, auch Hoppegartener Fließ genannt, den (ehemaligen) Torfstich. Der Maxsee ist nahezu vollständig von Wäldern umschlossen, im Westen von der Hinter- und im Osten von der Mittelheide.

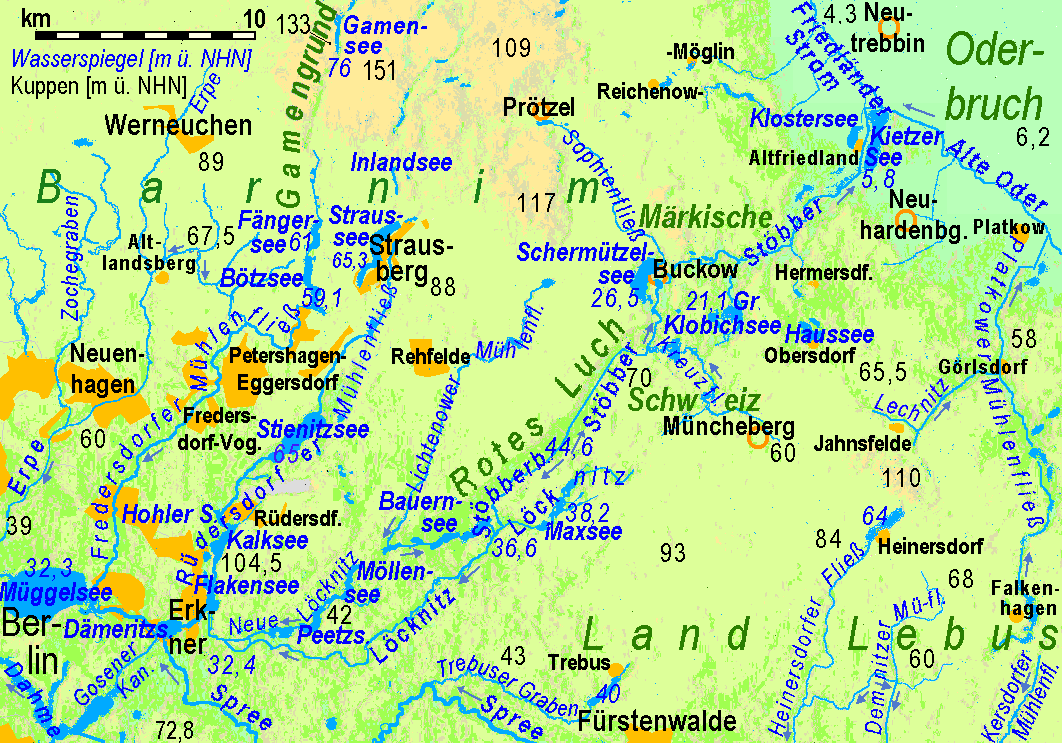
Lage des Maxsees südlich der Löcknitz-Stöbber-Rinne

Das Gewässer liegt in der Mündung eines östlichen Seitentals der glazialen Schmelzwasserrinne, die sich in den letzten beiden Phasen der Weichsel-Eiszeit zwischen dem von Toteis gefüllten Oderbruch und dem Berliner Urstromtal (heutiges Spreetal) herausgebildet hat und die Barnimplatte von der Lebuser Platte trennt. Diese rund 30 Kilometer lange und zwei bis sechs Kilometer breite Buckower Rinne (auch: Löcknitz-Stöbber-Rinne) entwässert vom Niedermoor- und Quellgebiet Rotes Luch über den Stobber nach Nordosten zur Oder und über Stobberbach/Löcknitz nach Südwesten zur Spree.
Das Seitental, in dem nahe der Mündung der Maxsee liegt, ist von der Rinne durch einen acht bis über zwanzig Meter hogen Hügelrücken getrennt.
Der Maxsee wird trotz des Oberlaufs der Löcknitz (Hoppegartener Fließ) wohl zu einem großen Teil direkt von Grundwasser gespeist. Die nach Westen abfließende Löcknitz erhält nach 1,66 km einen etwas größeren Wassereintrag durch den Stöbberbach, der aus dem Niedermoorgebiet des Roten Luches kommt. Eine ebenso großen Zufluss erhält sie nach weiteren 665 m aus dem Lichtenower Mühlenfließ, das zuvor die vier nördlichen der Grünheider Seen durchströmt hat. Die rund 30 Kilometer lange Löcknitz mäandriert von Kienbaum bis zum Grünheider Ortsteil Fangschleuse frei und hat auf mehr als 20 Kilometern, insbesondere im Naturschutzgebiet Löcknitztal, natürliche Uferstrukturen behalten. Vom Flakensee ist sie Teil der Bundeswasserstraße Rüdersdorfer Gewässer und mündet in den Dämeritzsee der Spree, sodass sie über die Havel und Elbe in die Nordsee entwässert.

## Topographie und Hydrologie

### Morphometrie und Limnologie
Laut Datenerhebung des Instituts für angewandte Gewässerökologie Brandenburg aus dem Jahr 2001 ergeben sich folgende topographische, morphometrische und limnologische Werte für den Maxsee: die maximale Tiefe des Gewässers beträgt vier, die mittlere Tiefe rund zwei Meter. Der von Nordost nach Südwest langgestreckte schmale See hat eine maximale Längsausdehnung von 1560 und eine maximale Breite von 480 Metern und beschreibt im südlichen Bereich einen Bogen nach Westen. Seine Fläche beträgt 68 Hektar. Die theoretische Epilimniontiefe (Zepi), definiert als die erwärmte obere durchmischte Wassersäule mit relativ homogener Temperaturverteilung während der Sommerstagnation, beträgt 5,8 Meter. Der Tiefengradient (F) liegt bei 0,7.
Der Maxsee wird unter Berücksichtigung seiner geringen Tiefe und dem daraus resultierenden Tiefengradienten von < 1,5 hinsichtlich der Durchmischung des Wasserkörpers als polymiktisches Gewässer eingeordnet. Aus den Vegetationsmittelwerten chemischer und trophierelevanter Parameter ergab sich 1993 eine Charakterisierung des Sees als polytroph (Trophiestufe IV). Zu dieser Einstufung trugen insbesondere die mittlere Chlorophyll a-Konzentration von 90 µg/l und die Sichttiefe von 0,3 Meter bei. Die hohe Planktonkonzentration ist auf das große Angebot an Nährstoffen zurückzuführen. Dabei lag die mittlere Gesamtstickstoffkonzentration bei 2,0 mg/l, die Gesamtphosphorkonzentration bei 72,8 µg/l. Mit dem pH-Wert 8,5 wies der See schwach alkalische und mit einer Leitfähigkeit von 369 µS/cm (mikroSiemens je Zentimeter) elektrolytarme Verhältnisse auf. Allerdings reichten die erhobenen Daten laut Angabe des Lehrstuhls für Gewässerschutz an der Brandenburgischen Technischen Universität Cottbus nicht aus, um Angaben zur natürlichen Trophie abzuleiten.

### Seeabfluss
Hydrologische Messungen zeigten, dass der bei Forsthaus Bienenwerder beginnende Oberlauf der Löcknitz durch den Maxsee zum Abfluss der Löcknitz bei Kienbaum geringfügig weniger beiträgt als Stöbberbach und Lichtenower Mühlenfließ. Jedoch ist an der Mündung des Stöbberbaches der Oberlauf länger und an der Mündung des Lichtenower Mühlenfließes die Löcknitz durch fast doppelt so wasserreich. Im Jahresmittel 1979 bis 1994 ergaben sich folgende Beiträge der drei Löcknitz-„Quellen“:

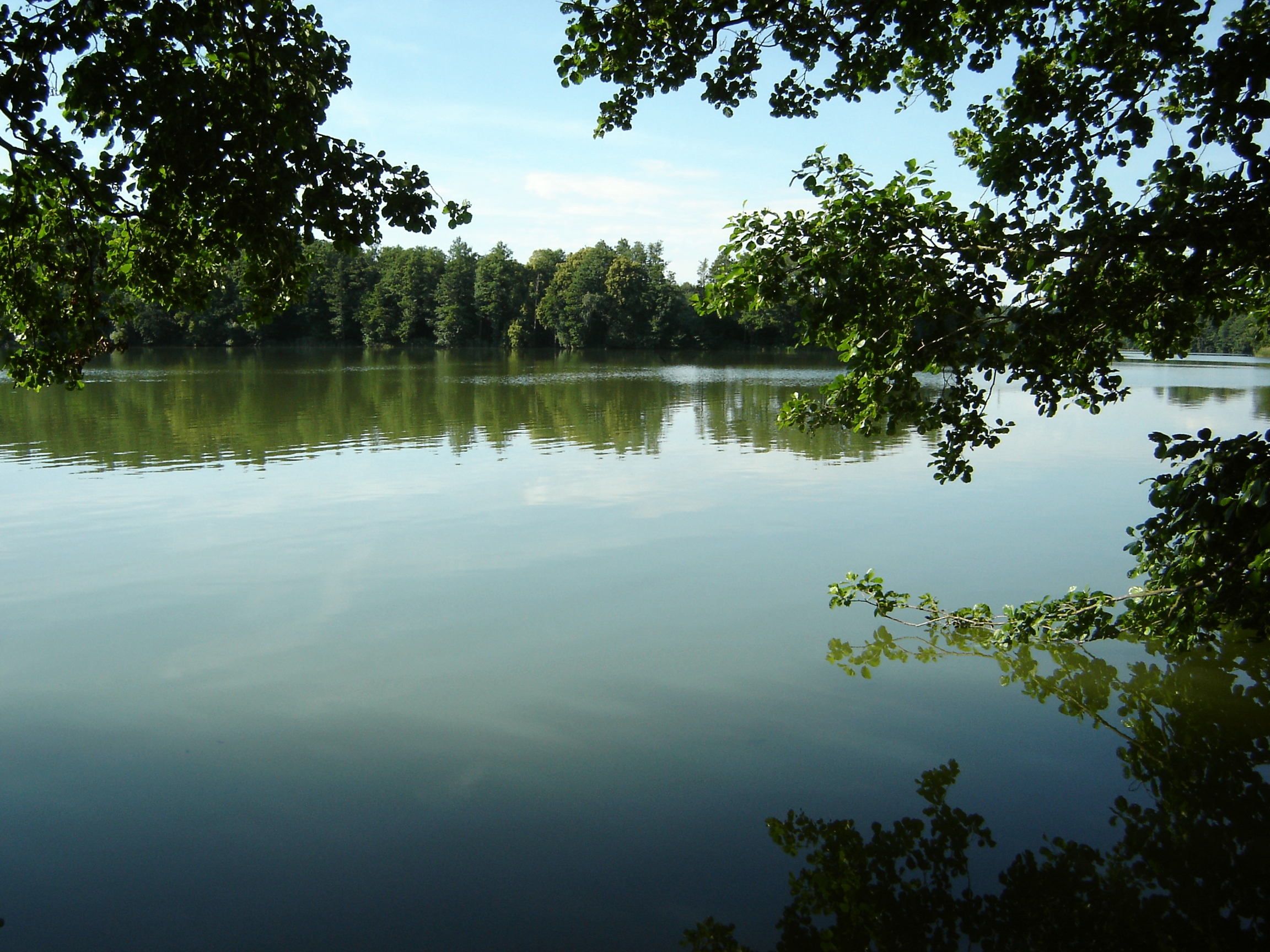
Der See im Juli 2010

- Löcknitz am Abfluss des Maxsees, Pegel Neue Mühle: 0,15 m³/s
- Stöbberbach, Pegel Heidekrug: 0,17 m³/s
- Lichtenower Mühlenfließ, Pegel Abfluss Liebenberger See: 0,17 m³/s.[8]

Der Abfluss des Maxsees, ursprünglich ein natürlicher Bach, wurde um 1950 stark begradigt. Die Löcknitz, in diesem Abschnitt traditionell Mühlenfließ (ohne Zusatzbezeichnung) genannt, ist rund fünf bis acht Meter breit und rund 0,5 Meter tief. Ihre Fließgeschwindigkeit beträgt 5 bis 7 cm/s und es ist fast im gesamten Lauf dicht mit Makrophyten (mit bloßem Auge sichtbare Wasserpflanzen) bewachsen. Wie der See selbst ist auch das gering beschattete Fließgewässer hocheutroph; der Maxsee trägt große Mengen Phytoplankton beziehungsweise planktonbürtiges Seston in den Abfluss ein. Die Seston-Konzentration (Seston definiert als partikuläres organisches Material der Wassersäule) lag im Maxsee 1994 im Tagesmittel bei rund 15 mg/l. Allerdings ist das aus dem See eingetragene Phytoplankton nach 1,8 Kilometer Fließstrecke bereits wirkungsvoll eliminiert. So nahm die Seston-Konzentration 1994 während der Wochen der dichten und vitalen Makrophytenbesiedlung um 89 % ab; in den Monaten vor dem Wachstum der Makrophyten beziehungsweise nach dem Niedergang der Makrophyten während der Hitzeperiode lag der Sestonrückhalt auf dieser Fließstrecke bei rund 50 %.

„Der Sauerstoff-Haushalt ist auf den ersten ein bis zwei Kilometern extrem angespannt. Trotz hoher Primärproduktion und damit Sauerstoff-Freisetzung durch die Wasserpflanzen am Tage sinkt die O2-Konzentration in der Nacht schnell auf Werte nahe 0. Die zeitweise niedrigen O2-Konzentrationen und die große Menge organischer Substanz im Maxseeausfluß bewirken eine hohe Saprobie und eine geringe Artenzahl bei Massenentwicklung weniger Arten, z. B. der Schleischnecke Bithynia tentaculata, welche einen Teil des abgelagerten Sestons verwertet.“

Diese zum großen Teil vom Maxsee verursachten schlechten Bedingungen sind laut Böhme für die Ökologie des Fließes und der Löcknitz kaum tolerierbar. Zur Abhilfe schlug er 1996 unter anderem eine Verminderung der Trophie des Speisewassers und/oder eine Veränderung der (Fluss-)Bettmorphologie vor.

## Schutzmaßnahmen, Flora und Fauna

### Fischtreppe und FFH-Gebiet
In den 1990er-Jahren wurden an der Löcknitz unterhalb des Maxsees wie auch am Lichtenower Mühlenfließ unterhalb des Liebenberger Sees Fischtreppen gebaut, um den Zugang zu den Seen für wandernde Fischarten wieder passierbar zu machen. 2003 wurde die Fischwanderhilfe vom Mühlenfließ zum Maxsee durch elf Becken auf einer Länge von 160 Metern erweitert, sodass die Fische die Höhendifferenz von einem Meter auf einem Gefälle von 1:160 überwinden können. Seit 1414 war die ökologische Durchgängigkeit am Maxseeabfluss durch den Mühlenstau behindert. Zudem wurden der Maxsee und Teile seiner Umgebung im Verbund Natura 2000 mit 350 Hektar als FFH-Gebiet ausgewiesen. Die Ausweisung dient der Erhaltung oder Entwicklung der Lebensraumtypen nach Anhang I und der Arten nach Anhang II der FFH-Richtlinie. Charakterisiert wird das Gebiet als polytropher Flachsee mit ausgedehnten Bruchwald- und Versumpfungsbereichen und angrenzende[n] Röhrichte[n], Hochstaudenfluren, Seggenrieder[n]. Zudem wird auf das naturnahe Mühlenfließ im Biotopverbund zwischen Rotem Luch und Löcknitztal hingewiesen. Als Qualität wird betont: Charakteristisches Biotopspektrum der eutrophen Verlandungsserie, sehr gut ausgeprägte feuchte Hochstaudenfluren, Wälder mit wertvollen Orchideenbeständen. Bemerkenswert sei zudem der im Ostteil verlaufende Åszug, der zu den größten und am besten ausgeprägten Åsern in ganz Brandenburg gehöre.

### Tiere

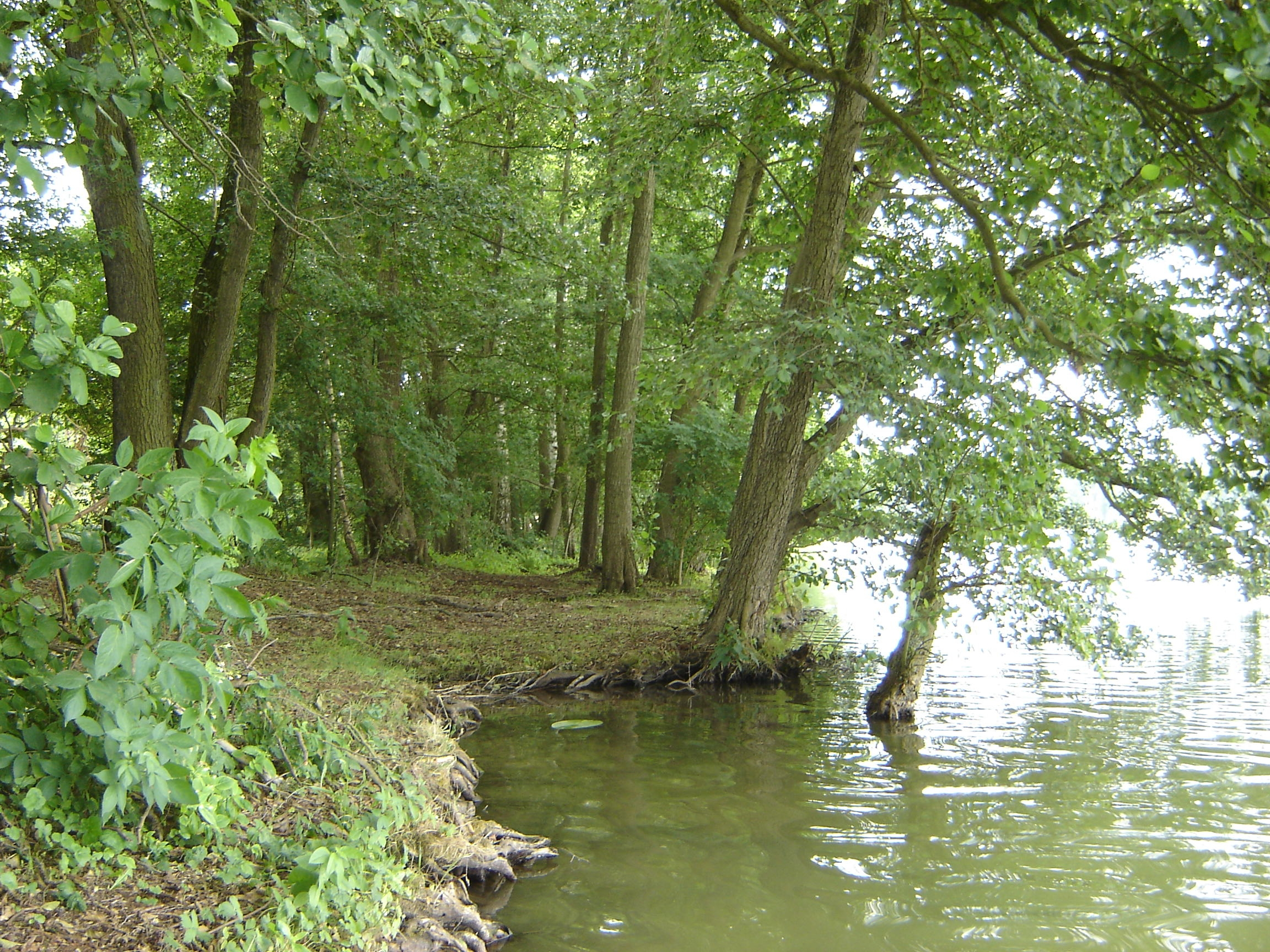
Die Wälder reichen dicht an den See heran

Im Anhang II der FFH-Richtlinie ist unter den schützenswerten Fischen des Gebietes der laut Roter Liste in Brandenburg stark gefährdete Steinbeißer vermerkt, der vorrangig im sandigen Auslaufbereich der Fischtreppe am Maxsee lebt. Im See kommen in Brandenburg zurückgehende Aale und Zander vor. Im Jahr 2004 wurden am Fischaufstieg zum Maxsee zudem folgende Fischarten nachgewiesen: Plötze, Blei, Güster, Gründling, Graskarpfen, Flussbarsch, Schleie, Kaulbarsch, Ukelei, Rotfeder, Hecht und Karpfen. An wirbellosen Tieren führt der Anhang II die Schmale- und Bauchige Windelschnecke an. Dabei gilt die Schmale Windelschnecke in Brandenburg allerdings inzwischen als nicht mehr gefährdet, während die Bauchige Windelschnecke noch als gefährdet (Gefährdungsstufe 3) gelistet ist. An Säugetieren hebt der Anhang II der FFH-Richtlinie das Vorkommen des auch in Brandenburg noch stark gefährdeten Fischotters hervor. Außerdem gibt es am nordwestlichen Ufer deutliche Biberspuren.

### Pflanzen
Die Erklärung des Sees und seiner Umgebung zum FFH-Gebiet erfolgte vor allem auch wegen der Vorkommen der Sumpf-Schafgarbe und des Kriechenden Günsels, die nach Anhang II als besonders schützenswerte FFH-Art ausgewiesen sind. In Brandenburg sind die beiden krautigen Pflanzen allerdings „nur“ als gefährdet eingestuft. An Lebensraumtypen hebt das Bundesamt für Naturschutz folgende schützenswerte Lebensgemeinschaften hervor: natürliche und naturnahe nährstoffreiche Stillgewässer mit Laichkraut- oder Froschbiss-Gesellschaften, Fließgewässer mit flutender Wasservegetation, Steppenrasen, Pfeifengraswiesen, Feuchte Hochstaudenfluren, magere Flachland-Mähwiesen, alte bodensaure Eichenwälder auf Sandböden mit Stieleiche, subkontinentale basenreiche Sandrasen. Teilweise sind großflächige Schilfbestände entwickelt.

## Etymologie und Besiedlung

### Etymologie
Das Lebuser Stiftsregister verzeichnet 1405 eine später wüste Siedlung unter dem Namen Maxze. 1460 benennt, gleichfalls das Hochstift Lebus, die Siedlung als Maxsee. Die erste bekannte Erwähnung des Gewässers liegt aus dem Jahr 1573 bereits unter dem Namen Maxsee vor, auch alle weiteren Urkunden, Messtischblätter und Belege verwenden den heutigen Namen. Das Brandenburgische Namenbuch hält es für sehr wahrscheinlich, dass der ursprüngliche Name des Gewässers Maxse lautete, auf die slawische Zeit zurückgeht und auf die Siedlung übertragen wurde. Dabei sei die etymologische Ableitung unklar. Infrage kämen zwei Varianten:
- Maxse könne zur Wurzel des urslawischen mok- = nass gehören
- oder sei als mythologisch motivierter Name zu Mokoš = heidnische Gottheit (wohl Fruchtbarkeitsgottheit zur selben Wurzel) zu stellen.

Der Name sei später volksetymologisch mit dem Personennamen Max verbunden worden. Die Maxseesiedlung existiert heute als Wohnplatz Hoppegartens und liegt westlich des Sees.

### Im Spannungsbereich zwischen Zinna und Lebus
Mit Ausnahme des Grünheider Raumes ist das Einzugsgebiet der Löcknitz relativ dünn besiedelt. Während der benachbarte Liebenberger See mit dem seinerzeit bedeutenden Liebenberg sowie Kienbaum und Klosterdorf seit 1247 dem Kloster Zinna gehörten, wird Hoppegarten erstmals 1352 urkundlich erwähnt, als Kurfürst Ludwig der Römer das Dorf der Stadt Müncheberg schenkte. Es wird allerdings vermutet, dass die Region um den Maxsee deutlich früher besiedelt war und hier möglicherweise eine slawische Siedlung aufgesiedelt wurde; handfeste Quellen für diese, nicht von allen Historikern geteilte, Vermutung gibt es nicht. Von der nahen Handelsstraße zwischen Berlin und Frankfurt, die über die kleine Höhe des Löcknitzpasses zwischen Löcknitz und Stobberbach (Köpernitz) bei Liebenberg führte, scheint Hoppegarten nicht profitiert zu haben. Dass sich das Dorf erst 1714 eine eigene Kirche leisten konnte, deutet darauf hin, dass Hoppegarten zu den ärmeren Dörfern der Mark Brandenburg gehörte. Allerdings wird nicht ausgeschlossen, dass es eine Vorgängerkirche gab. Kienbaum hingegen war Zoll- und Poststation. Sehr wahrscheinlich bildete das ausgedehnte Moor zwischen dem Max- und dem Liebenberger See eine natürliche Grenze zwischen den Einflussbereichen des Klosters Zinna und des Bistums Lebus, wofür spricht, dass Müncheberg seit 1225 den Zisterziensermönchen des bei Breslau gelegenen Klosters Leubus und den Zisterzienserinnen des Klosters Trebnitz gehörte. Auch die 1405 als wüst bezeichnete Siedlung Maxsee kam 1410 zur Stadt Müncheberg. Sicher ist, dass spätestens 1414 am Maxseeabfluss die dem Mühlenfließ namengebende Mühle errichtet wurde.
Im 19. und 20. Jahrhundert hatte der Bankier und Aufsichtsratsvorsitzende der Deutschen Bank Max Steinthal in der Maxseesiedlung ein 170 Hektar umfassendes Gut, das von der Siedlung bis zum See reichte. Den Gutshof „Neue Mühle“ statteten Steinthal und seine Frau mit Teilen der weitgehend verlorengegangenen Kunstsammlung Max und Fanny Steinthal aus.